# KOATUU
KOATUU (ukrainisch КОАТУУ, Класифікатор об’єктів адміністративно-територіального устрою України Klassyfikator objektiw administratywno-terytorialnoho ustroju Ukrajiny – „Schlüssel für verwaltungstechnisch-territoriale Objekte der Ukraine“) ist ein Schlüssel zur Klassifizierung administrativer Objekte der Ukraine, ähnlich dem Gemeindeschlüssel im deutschsprachigen Raum oder dem russischen OKATO-System.
Es wurde 1998 eingeführt, 2020 wurde es durch das neue System KATOTTH (КАТОТТГ - Кодифікатор адміністративно-територіальних одиниць та територій територіальних громад Kodyfikator administratywno-terytorialnych odynyz ta terytorij terytorialnych) abgelöst.

## Objekte
Mit dem KOATUU-System werden folgende Objekte unterschieden:
- Autonome Republik Krim
- Oblaste
- Rajone
- Städte
- Stadtrajone
- Siedlungen städtischen Typs
- Landratsgemeinden
- Siedlungen
- Dörfer

## Struktur und Aufbau
Das System besteht aus vier Hierarchieebenen, zur Angabe wird ein Identifikationsblock: XX XXX XXX XX mit folgenden Codebezeichnungen verwendet:
- Ziffer 1–2 – erste Hierarchieebene
  - Autonome Republik Krim
  - Oblaste
  - Städte mit besonderem Status
- Ziffer 3–5 – zweite Hierarchieebene
  - Städte unter Oblastverwaltung
  - Rajone
  - Stadtrajone in Städten mit besonderem Status
- Ziffer 6–8 – dritte Hierarchieebene
  - Städte unter Rajonsverwaltung
  - Stadtrajone in Städten unter Oblastverwaltung
  - Siedlungen städtischen Typs
  - Landratsgemeinden
- Ziffer 9–10 – vierte Hierarchieebene
  - Siedlungen
  - Dörfer

Dabei haben die Ziffern 3, 6 und 9–10 folgende Codeentsprechungen:
- Ziffer 3:
  - 1 – Stadt unter Oblastverwaltung
  - 2 – Rajon
  - 3 – Stadtrajon
- Ziffer 6:
  - 1 – Stadt unter Rajonsverwaltung
  - 2 – nicht definiert
  - 3 – Stadtrajon in Städten unter Oblastverwaltung
  - 4 – Siedlung städtischen Typs unter Stadtgemeindeverwaltung
  - 5 – Siedlung städtischen Typs unter Rajonsverwaltung
  - 6 – Siedlung städtischen Typs unter Stadtrajonsverwaltung
  - 7 – Stadt unter Stadtgemeindeverwaltung
  - 8 – Landratsgemeinde unter Rajonsverwaltung
  - 9 – Landratsgemeinde unter Stadtgemeindeverwaltung

Ziffer 9 und 10 stehen für die Dorf- und Siedlungsteile einer Gemeinde und werden fortlaufend nummeriert. Gibt es keine Dörfer oder Siedlungen, so wird der Code „00“ angenommen, ansonsten beginnt der erste Ort mit dem Code „01“, der zweite dann mit „02“ usw.

## Beispiel
KOATUU-Code der südwestukrainischen Stadt Chotyn in der Oblast Tscherniwzi, Rajon Chotyn: 73-250-101-00
- 73 (Ziffer 1 und 2) – Kennziffer der Oblast Tscherniwzi
- 2 (Ziffer 3) – Code für Rajon/rajonsverwaltet
- 50 (Ziffer 4 und 5) – Kennziffer für Rajon Chotyn
- 1 (Ziffer 6) – Code für Stadt unter Rajonsverwaltung
- 01 (Ziffer 7 und 8) – Kennziffer für die Stadt Chotyn
- 00 (Ziffer 9 und 10) – Code für weder Dorf noch Siedlung